# Paolo Valerio
Paolo Valerio (Verona, 1961) è un attore teatrale, regista teatrale e direttore artistico italiano.
È stato direttore artistico del Teatro Stabile del Friuli Venezia Giulia e della Fondazione Atlantide – Teatro Stabile di Verona.

## Biografia
Si è laureato in Lettere presso l'Università di Venezia. Ha proseguito la sua formazione artistica diplomandosi alla Scuola di Teatro del Piccolo Teatro di Milano e partecipando a un workshop biennale con Jerzy Grotowski presso il Pontedera Teatro.
È stato direttore artistico della Fondazione Atlantide - Teatro Stabile di Verona, centro di produzione teatrale, dal 1994 al 2021. 
Dal 2021 è direttore artistico del Teatro Stabile del Friuli Venezia Giulia.
Nella stagione 2019/2020 ha organizzato le seguenti rassegne: Divertiamoci a Teatro, 22ª edizione; Il Grande Teatro, 34ª edizione; Non Solo Shakespeare per le scuole secondarie di primo e secondo grado, 19ª edizione; TheatreArtVerona dedicata alla contaminazione tra le arti e a spettacoli di ricerca, 6ª edizione.
Dal 1989 è stato direttore del Cinema Teatro Alcione di Verona, dove ha organizzato rassegne teatrali e cinematografiche. Dal 2001 al 2012 è stato Direttore del Teatro Comunale G. Verdi di Lonigo (VI) e del Circuito GAT Triveneto.
È docente del corso di Regia presso l'Accademia di Belle Arti di Verona.

## Teatro
- Gli occhi della guerra, dalle testimonianze giornalistiche di Fausto Biloslavo e Gian Micalessin (2025)
- Sior Todero brontolon di Carlo Goldoni, con Franco Branciaroli (2024)
- TRIESTE 1954 di Simone Cristicchi, con Simone Cristicchi (2024)
- Il vetro della clessidra di Claudio Magris, con Alessio Boni (2024)
- Green Shakespeare da William Shakespeare (2024)
- Un mare di ombrelli di Gianni Gori (2024)
- La coscienza di Zeno da Italo Svevo, con Alessandro Haber (2023)
- Il mercante di Venezia di William Shakespeare, con Franco Branciaroli (2022)
- La bottega del caffè di Carlo Goldoni, con Michele Placido (2021)
- Il muro trasparente - Delirio di un tennista sentimentale (2020)
- Jezabel di Irène Némirovsky, con Elena Ghiaurov (2020)
- Silent Dante spettacolo itinerante sulle tracce di Dante Alighieri, con il sistema di cuffie Silent Play (2019)
- Misura per misura di William Shakespeare (2018)
- La locandiera di Carlo Goldoni (2018)
- Il deserto dei Tartari di Dino Buzzati – vincitore del Premio Maschere del Teatro Italiano per la scenografia (2016)
- Le ho mai raccontato del vento del Nord di Daniel Glattauer (2014)
- Lost in Cyprus - Sulle tracce di Otello con Giuseppe Battiston (2014)
- Sognando Shakespeare spettacolo itinerante sui monologhi shakespeariani (2014)
- Sugar commedia musicale tratta da A qualcuno piace caldo (2013)
- Molto rumore per nulla di William Shakespeare, regia di Giancarlo Sepe (2013)
- La Fabbrica dei sogni spettacolo per attore solo, vincitore del Premio ETI (2013)
- Messa di Gesù spettacolo ispirato a Il Vangelo secondo Pilato di Éric-Emmanuel Schmitt (2013)
- Tutto Shakespeare in 90 minuti di Adam Long (2012)
- Poema a fumetti di Dino Buzzati (2012)
- Piccoli crimini coniugali di Éric-Emmanuel Schmitt, interpretazione, insieme a Elena Giusti (2011)
- iva l'Italia, presentazione multimediale del libro del giornalista del Corriere della Sera Aldo Cazzullo in occasione delle celebrazioni per i centocinquant'anni dell'unita d'Italia (2011)
- Il bugiardo di Carlo Goldoni (2010)
- La bisbetica domata di William Shakespeare (2009)
- Enrico IV di Luigi Pirandello (2008)
- Pericle, principe di Tiro di William Shakespeare (2008)
- L'amante militare in occasione del terzo centenario della nascita di Carlo Goldoni (2007)
- Sette piani, riduzione teatrale del racconto di Dino Buzzati (2006)
- Il mercante di Venezia di William Shakespeare (2006)
- Le troiane di Euripide, regia di Piero Maccarinelli (2005)
- Per non dimenticarti, in occasione della Giornata del Ricordo (2005)
- Macbeth di William Shakespeare (2003)
- Histoire du soldat di Igor Stravinsky, in collaborazione con la Fondazione Arena di Verona e col Conservatorio di Musica dall'Abaco (2002)
- Otello di William Shakespeare (2001)
- Il principe felice tratto da Oscar Wilde (2001)
- Arlecchino servitore di due padroni regia di Giuseppe Emiliani (2001)
- L'opera da tre soldi di Bertolt Brecht (2000)
- Il Compleanno da Francesco Permunian (2000)
- AITA - Anch'io ti amo, spettacolo di teatro, danza e musica, su musiche e testi di Marco Ongaro (2000)
- Videogames, all'interno del Festival Futuri (2000)
- Façade di William Turner Walton (1999)
- Il Gatto con gli stivali, ovvero Marchese dei Turaccioli e il suo strano gatto di Massimo Priori (1999)
- Sipario dell'anima, spettacolo liberamente ispirato a I dolori del giovane Werther di Johann Wolfgang Goethe (1999)
- La Fiaba di Aida, rivisitazione della celebre opera verdiana nell'interpretazione di piccoli attori e cantanti solisti con un coro di trenta bambini. Ripresa estiva al Teatro Romano con le scene dell'Aida areniana del 1913 (1999)
- Histoire de Babar, le petit elephant di Francis Poulenc (1998-94)
- L'Alfabeto dell'oblio di Walter Tevis (1998-94)
- Pierino e il lupo di Sergej Prokofiev (1998-94)
- Sognando Shakespeare, spettacolo itinerante sui personaggi Shakespeariani (1998-94)
- Produzione e regia di Dino Buzzati, il surrealismo del quotidiano (1998-94)
- Amleto di William Shakespeare (1993)
- La Fabbrica dei sogni, spettacolo per attore solo e macchina da proiezione muta Helman del 1929 liberamente ispirato a Una solitudine troppo dolorosa di Bohumil Hrabal (1992)
- Sogno di una notte di mezza estate regia di Elio De Capitani (1989)
- Romeo e Giulietta di William Shakespeare (dal 1989). Spettacolo itinerante in italiano e in inglese che con l'edizione 2018 è diventato il "secondo spettacolo più longevo" di Verona dopo l'Aida areniana nata nel 1913.
- Le baruffe chiozzotte regia di Gianfranco De Bosio (1989-1988)
- Pericle, principe di Tiro regia di Gino Zampieri (1987)
- La morte di Tiziano regia di Massimo Navone (1986)

## Opera lirica
- Falstaff di Antonio Salieri, diretta da Francesco Ommassini, Fondazione Arena di Verona (2025)
- Amleto opera lirica di Franco Faccio, diretta da Giuseppe Grazioli, Fondazione Arena di Verona (2023)

## Riconoscimenti
- Premio Persefone (2005) per il contributo al mondo del teatro e dello spettacolo
- Premio ETI (1992) per lo spettacolo La fabbrica dei sogni

## Pubblicazioni
- Per non dimenticare (2007), M. Ongaro e P. Valerio, Bonaccorso Editore – Testimonianza teatrale dedicata alla memoria delle vittime delle foibe e dell’esodo giuliano-dalmata.
- Il muro trasparente. Delirio di un tennista sentimentale (2020) - M. Ongaro e P. Valerio, Bonaccorso Editore.